# توماس ويلفريد
توماس ويلفريد (بالدنماركية: Thomas Wilfred)‏ هو موسيقي ورسام دنماركي، ولد في 18 يونيو 1889، وتوفي في 10 يونيو 1968.